# Ptolemaios der Sohn
Ptolemaios der Sohn (altgriechisch Πτολεμαίος ὁ Έπίγονος Ptolemaíos ho Epígonos) war von 265 v. Chr. bis 259 v. Chr. ein König von Ägypten als Mitregent von König Ptolemaios II. Philadelphos.

## Rebellion
Ptolemaios „der Sohn“ war von 265 bis 259 v. Chr. der Mitregent des Ptolemaios II. in Ägypten. In diese Zeit fiel der Chremonideische Krieg (267–261), in dem er Kommandeur der ägyptischen Truppen an der Küste Ioniens war, sowie der Beginn des Zweiten Syrischen Krieges (260–253). Er nutzte seine Stellung in Kleinasien aus, um sich gegen Ptolemaios II. zu erheben, fand dabei Unterstützung durch Milet, wo der Ätoler Timarchos die Macht an sich gerissen hatte, und Samos, wo dieser den ptolemäischen General beseitigte. Jedoch scheint der Aufstand rasch zusammengebrochen zu sein, denn nach dem Frühjahr 259 v. Chr. tritt „Ptolemaios der Sohn“ in der ägyptischen Chronologie nicht mehr auf (das heißt, er wurde als Mitregent abgesetzt), ein Jahr später hatte Antiochos II. Milet und Samos unter seine Kontrolle gebracht.

## Herkunft
Bei Pausanias wird Ptolemaios „der Sohn“ nachdrücklich als Sohn des Königs Ptolemaios II. Philadelphos und dessen erster Ehefrau Arsinoë I. genannt, doch ist diese Angabe unter Althistorikern umstritten. Denn auf ägyptischen Inschriften, Papyri und Graffiti, die zwischen den Jahren 265 bis 259 v. Chr. datieren, ist er nicht nur als mitregierender Sohn des Ptolemaios II. in der Stellung eines gleichberechtigten Königs belegt, sondern hier wird ihm an einigen Stellen auch Arsinoë II. Philadelphos als Mutter beigegeben, die zweite (Schwester)gemahlin des Ptolemaios II.

### Nach Werner Huß
Dass Ptolemaios „der Sohn“ ein leibliches Kind des Ptolemaios II. gewesen sei, wie in den erhaltenen Texten angedeutet, wird unter anderem von Ernst von Stern und Werner Huß in Frage gestellt. Vielmehr identifizieren sie ihn mit einer namensgleichen Person, die im Jahr 277/276 v. Chr. als Kurzzeitregent von Makedonien genannt wird. Dieser Ptolemaios wird in der Geschichtsforschung allgemein als Sohn der Arsinoë II. aus deren erster Ehe mit Lysimachos angenommen, der die Ermordung seiner zwei jüngeren Brüder durch den Onkel Ptolemaios Keraunos im Jahr 281 v. Chr. überlebte und in den Wirren des Keltensturms für kurze Zeit die Führerschaft der Makedonen zwischen Sosthenes und Alexander einnehmen konnte. Nachdem er sich darin nicht behaupten konnte, sei er seiner Mutter nach Ägypten nachgereist, die dort inzwischen mit Ptolemaios II. verheiratet war. Durch ihren hohen Einfluss auf den König habe Arsinoë II. schließlich die Adoption ihres Sohnes durch ihren Brudergemahl erwirkt, um ihm die Nachfolgerschaft auf dem ägyptischen Thron zu sichern, gegen den leiblichen Sohn ihres Mannes, den späteren Ptolemaios III.
Weiterhin identifiziert Huß „den Sohn“ mit dem im Jahr 239 v. Chr. auftretenden „Ptolemaios, Sohn des Lysimachos“, der von der Stadt Telmessos in jenem Jahr eine Ehrung erhielt. Offenbar hatte er als Dynast in dieser Stadt geherrscht, die er laut der Inschrift zur Ehrung als Geschenk (en doreai) von Ptolemaios II. erhalten hatte. Diese Schenkung dürfte er um das Jahr 265/4 v. Chr. erhalten haben, da „Ptolemaios, Sohn des Lysimachos“, dort bereits in einer bis 257/6 v. Chr. datierten Inschrift an prominenter Stelle genannt wird.
Zu den weiteren Identitäten des Ptolemaios des Sohnes zählt Huß auch den in einem Papyrus auftretenden Ptolemaios Andromachou, der außerdem mit dem „ephesischen Ptolemaios“ von Athenaios in Verbindung gebracht werden kann, der bei einer Söldnerrevolte in Ephesos ermordet wurde. Den Mord an diesem Ptolemaios datiert Huß auf einen Zeitraum nach 239 v. Chr., nachdem er die Ehrung von Telmessos empfangen hatte. Der kurz darauf dort herrschende Lysimachos dürfte sein Sohn gewesen sein. Weiterhin wird ihm mit Epigonos ein zweiter Sohn zugerechnet.
| Arsinoë I. | Arsinoë I. | Arsinoë I. | Arsinoë I. | Arsinoë I.      | Arsinoë I.      |                 |                 | Ptolemaios II. Philadelphos | Ptolemaios II. Philadelphos | Ptolemaios II. Philadelphos | Ptolemaios II. Philadelphos | Ptolemaios II. Philadelphos | Ptolemaios II. Philadelphos |  |  | Arsinoë II.              | Arsinoë II.              | Arsinoë II.              | Arsinoë II.              | Arsinoë II. | Arsinoë II. | | | Lysimachos | Lysimachos | Lysimachos | Lysimachos | Lysimachos | Lysimachos |  |  |  |  |  |  |  |  |  |  |  |  |
| Arsinoë I. | Arsinoë I. | Arsinoë I. | Arsinoë I. | Arsinoë I.      | Arsinoë I.      |                 |                 | Ptolemaios II. Philadelphos | Ptolemaios II. Philadelphos | Ptolemaios II. Philadelphos | Ptolemaios II. Philadelphos | Ptolemaios II. Philadelphos | Ptolemaios II. Philadelphos |  |  | Arsinoë II.              | Arsinoë II.              | Arsinoë II.              | Arsinoë II.              | Arsinoë II. | Arsinoë II. | | | Lysimachos | Lysimachos | Lysimachos | Lysimachos | Lysimachos | Lysimachos |  |  |  |  |  |  |  |  |  |  |  |  |
|            |            |            |            |                 |                 |                 |                 |                             |                             |                             |                             |                             |                             |  |  |                          |                          |                          |                          | | | | | | |            |            |            |            |  |  |  |  |  |  |  |  |  |  |  |  |
|            |            |            |            | Ptolemaios III. | Ptolemaios III. | Ptolemaios III. | Ptolemaios III. | Ptolemaios III.             | Ptolemaios III.             |                             |                             |                             |                             |  |  |                          |                          |                          |                          | Ptolemaios der Sohn = Ptolemaios Andromachou = Ptolemaios, Sohn des Lysimachos = Ptolemaios von Telmessos = Ptolemaios von Ephesos † kurz nach 239 v. Chr. in Ephesos | Ptolemaios der Sohn = Ptolemaios Andromachou = Ptolemaios, Sohn des Lysimachos = Ptolemaios von Telmessos = Ptolemaios von Ephesos † kurz nach 239 v. Chr. in Ephesos | Ptolemaios der Sohn = Ptolemaios Andromachou = Ptolemaios, Sohn des Lysimachos = Ptolemaios von Telmessos = Ptolemaios von Ephesos † kurz nach 239 v. Chr. in Ephesos | Ptolemaios der Sohn = Ptolemaios Andromachou = Ptolemaios, Sohn des Lysimachos = Ptolemaios von Telmessos = Ptolemaios von Ephesos † kurz nach 239 v. Chr. in Ephesos | Ptolemaios der Sohn = Ptolemaios Andromachou = Ptolemaios, Sohn des Lysimachos = Ptolemaios von Telmessos = Ptolemaios von Ephesos † kurz nach 239 v. Chr. in Ephesos | Ptolemaios der Sohn = Ptolemaios Andromachou = Ptolemaios, Sohn des Lysimachos = Ptolemaios von Telmessos = Ptolemaios von Ephesos † kurz nach 239 v. Chr. in Ephesos |            |            |            |            |  |  |  |  |  |  |  |  |  |  |  |  |
|            |            |            |            | Ptolemaios III. | Ptolemaios III. | Ptolemaios III. | Ptolemaios III. | Ptolemaios III.             | Ptolemaios III.             |                             |                             |                             |                             |  |  |                          |                          |                          |                          | Ptolemaios der Sohn = Ptolemaios Andromachou = Ptolemaios, Sohn des Lysimachos = Ptolemaios von Telmessos = Ptolemaios von Ephesos † kurz nach 239 v. Chr. in Ephesos | Ptolemaios der Sohn = Ptolemaios Andromachou = Ptolemaios, Sohn des Lysimachos = Ptolemaios von Telmessos = Ptolemaios von Ephesos † kurz nach 239 v. Chr. in Ephesos | Ptolemaios der Sohn = Ptolemaios Andromachou = Ptolemaios, Sohn des Lysimachos = Ptolemaios von Telmessos = Ptolemaios von Ephesos † kurz nach 239 v. Chr. in Ephesos | Ptolemaios der Sohn = Ptolemaios Andromachou = Ptolemaios, Sohn des Lysimachos = Ptolemaios von Telmessos = Ptolemaios von Ephesos † kurz nach 239 v. Chr. in Ephesos | Ptolemaios der Sohn = Ptolemaios Andromachou = Ptolemaios, Sohn des Lysimachos = Ptolemaios von Telmessos = Ptolemaios von Ephesos † kurz nach 239 v. Chr. in Ephesos | Ptolemaios der Sohn = Ptolemaios Andromachou = Ptolemaios, Sohn des Lysimachos = Ptolemaios von Telmessos = Ptolemaios von Ephesos † kurz nach 239 v. Chr. in Ephesos |            |            |            |            |  |  |  |  |  |  |  |  |  |  |  |  |
|            |            |            |            |                 |                 |                 |                 |                             |                             |                             |                             |                             |                             |  |  |                          |                          |                          |                          | | | | | | |            |            |            |            |  |  |  |  |  |  |  |  |  |  |  |  |
|            |            |            |            |                 |                 |                 |                 |                             |                             |                             |                             |                             |                             |  |  | Lysimachos von Telmessos | Lysimachos von Telmessos | Lysimachos von Telmessos | Lysimachos von Telmessos | Lysimachos von Telmessos | Lysimachos von Telmessos | | | Epigonos | Epigonos | Epigonos   | Epigonos   | Epigonos   | Epigonos   |  |  |  |  |  |  |  |  |  |  |  |  |

### Nach Marc Domingo Gygax
Die Konstruktion von Werner Huß wurde zuletzt von Marc Domingo Gygax zurückgewiesen, der in „Ptolemaios den Sohn“ tatsächlich einen unehelichen Sohn des Ptolemaios II. erkennt und diesen außerdem von den Identitäten des „Ptolemaios Andromachou“ („Ptolemaios von Ephesos“) und „Ptolemaios, Sohn des Lysimachos“ („Ptolemaios von Telmessos“) trennt. Dabei stützt er sich auf die vollständige Übersetzung einer ägyptischen Tempelstele, die auch Huß kannte, deren vollständigen Wortlaut allerdings nicht wiedergegeben hat. Die Inschrift datiert auf das 21. Regierungsjahr (265/264 v. Chr.) des Ptolemaios II., in der geschrieben steht: „Es befahl seine Majestät seinem Sohn / der den Namen besitzt dessen, der ihn gezeugt hat / das Ka-Fest des Ba-Tempels zu feiern“. In diesem Sohn, der den gleichen Namen wie sein Erzeuger trägt, sieht Gygax „Ptolemaios den Sohn“, da Ptolemaios III. als einzig mögliche Alternative zu diesem Zeitpunkt noch nicht alt genug gewesen sein könne, um eine kultische Handlung zu begehen.
Der These Gygax’ nach hatte Ptolemaios II. mindestens drei Söhne gleichen Namens, wobei zwei von ihnen unehelich waren. Als Ptolemaios II. nach dem Tod der Arsinoë II. und dem Beginn des chremonideischen Krieges es für nötig gehalten hatte, einen Mitregenten zu ernennen, der die ptolemäische Sache im Ägäisraum vertreten sollte, habe er auf seinen ersten wenn auch unehelichen Sohn für diesen Posten zurückgreifen müssen, da der eheliche Ptolemaios III. zu diesem Zeitpunkt noch nicht im regierungsfähigen Alter stand. Das Schicksal des Sohnes nach seiner Revolte 259 v. Chr. hält Gygax mangels weiterer ihm zuzuordnender Belehen für offen. Jedenfalls könne er nicht in Ephesos ermordet worden sein, da das dortige Opfer „Ptolemaios Andromachou“ der dritte Sohn des Ptolemaios II. und damit ein (Halb)bruder des Sohnes gewesen sein müsse.
| Arsinoë I. | Arsinoë I. | Arsinoë I. | Arsinoë I. | Arsinoë I. | Arsinoë I. |  |  |                 |                 |                 |                 |                 |                 |  |  |                         |                         |                         |                         | Ptolemaios II. Philadelphos | Ptolemaios II. Philadelphos | Ptolemaios II. Philadelphos | Ptolemaios II. Philadelphos | Ptolemaios II. Philadelphos                                                  | Ptolemaios II. Philadelphos                                                  |                                                                              |                                                                              | Arsinoë II.                                                                  | Arsinoë II.                                                                  | Arsinoë II. | Arsinoë II. | Arsinoë II.                                                                   | Arsinoë II.                                                                   |                                                                               |                                                                               | Lysimachos                                                                    | Lysimachos                                                                    | Lysimachos | Lysimachos | Lysimachos | Lysimachos |
| Arsinoë I. | Arsinoë I. | Arsinoë I. | Arsinoë I. | Arsinoë I. | Arsinoë I. |  |  |                 |                 |                 |                 |                 |                 |  |  |                         |                         |                         |                         | Ptolemaios II. Philadelphos | Ptolemaios II. Philadelphos | Ptolemaios II. Philadelphos | Ptolemaios II. Philadelphos | Ptolemaios II. Philadelphos                                                  | Ptolemaios II. Philadelphos                                                  |                                                                              |                                                                              | Arsinoë II.                                                                  | Arsinoë II.                                                                  | Arsinoë II. | Arsinoë II. | Arsinoë II.                                                                   | Arsinoë II.                                                                   |                                                                               |                                                                               | Lysimachos                                                                    | Lysimachos                                                                    | Lysimachos | Lysimachos | Lysimachos | Lysimachos |
|            |            |            |            |            |            |  |  |                 |                 |                 |                 |                 |                 |  |  |                         |                         |                         |                         |                             |                             |                             |                             |                                                                              |                                                                              |                                                                              |                                                                              |                                                                              |                                                                              |             |             |                                                                               |                                                                               |                                                                               |                                                                               |                                                                               |                                                                               |            |            |            |            |
|            |            |            |            |            |            |  |  |                 |                 |                 |                 |                 |                 |  |  |                         |                         |                         |                         |                             |                             |                             |                             |                                                                              |                                                                              |                                                                              |                                                                              |                                                                              |                                                                              |             |             |                                                                               |                                                                               |                                                                               |                                                                               |                                                                               |                                                                               |            |            |            |            |
|            |            |            |            |            |            |  |  | Ptolemaios III. | Ptolemaios III. | Ptolemaios III. | Ptolemaios III. | Ptolemaios III. | Ptolemaios III. |  |  | Ptolemaios der Sohn † ? | Ptolemaios der Sohn † ? | Ptolemaios der Sohn † ? | Ptolemaios der Sohn † ? | Ptolemaios der Sohn † ?     | Ptolemaios der Sohn † ?     |                             |                             | Ptolemaios Andromachou = Ptolemaios von Ephesos † 246–240 v. Chr. in Ephesos | Ptolemaios Andromachou = Ptolemaios von Ephesos † 246–240 v. Chr. in Ephesos | Ptolemaios Andromachou = Ptolemaios von Ephesos † 246–240 v. Chr. in Ephesos | Ptolemaios Andromachou = Ptolemaios von Ephesos † 246–240 v. Chr. in Ephesos | Ptolemaios Andromachou = Ptolemaios von Ephesos † 246–240 v. Chr. in Ephesos | Ptolemaios Andromachou = Ptolemaios von Ephesos † 246–240 v. Chr. in Ephesos |             |             | Ptolemaios, Sohn des Lysimachos = Ptolemaios von Telmessos † nach 239 v. Chr. | Ptolemaios, Sohn des Lysimachos = Ptolemaios von Telmessos † nach 239 v. Chr. | Ptolemaios, Sohn des Lysimachos = Ptolemaios von Telmessos † nach 239 v. Chr. | Ptolemaios, Sohn des Lysimachos = Ptolemaios von Telmessos † nach 239 v. Chr. | Ptolemaios, Sohn des Lysimachos = Ptolemaios von Telmessos † nach 239 v. Chr. | Ptolemaios, Sohn des Lysimachos = Ptolemaios von Telmessos † nach 239 v. Chr. |            |            |            |            |

## Weblink
- Biographie von Christopher Bennett